# Sperlingsholms kyrka
Sperlingsholms kyrka, tidigare Sperlingsholms kapell, är en kyrkobyggnad som sedan 2016 tillhör Halmstads församling (2010-2016 S:t Nikolai församling och tidigare Övraby församling) i Göteborgs stift. Den ligger vid Sperlingsholms gods i Övraby socken i Halmstads kommun. 

## Kyrkobyggnaden
Byggnaden uppfördes 1907-1909 som ett slottskapell till Sperlingsholms gods. Den ritades i natinalromantisk stil av arkitekt Knut Beckeman och invigdes 1909. Godset skänkte 1970 anläggningen till Svenska kyrkan. 
Stommen är av tegel med rött fasadtegel. Byggnaden består av ett rektangulärt långhus med nord-sydlig orientering och i norr ett rakt avslutat kor som är smalare än långhuset. Vid södra gaveln finns en kopparbeslagen takryttare.

## Inventarier
- Altartavlan är målad 1911 av Olle Hjortsberg och föreställer Jungfru Marie bebådelse.
- Figurerna på altarets antependium symboliserar dominikanermunken Petrus de Dacia och hans älskade Kristina av Stommeln.
- Dopfunten är utskuren i jugoslavisk ek 1977 av konstnär Erik Nilsson, Harplinge. En tillhörande dopljusstake står bredvid.

### Orgel
- En mekanisk orgel med fem stämmor, byggd av Robert Gustavsson Orgelbyggeri, sattes upp 1980.

| Manual            | Pedal      | Koppel  |
| Trägedackt 8' B/D | Subbas 16´ | Man/Ped |
| Principal 4' B/D  |            |         |
| Täckflöjt 4' B/D  |            |         |
| Hålflöjt 2'       |            |         |
| Sedecima 1'       |            |         |
| Crescendosvällare |            |         |